# 汉南农场管理局
汉南农场管理局成立于1978年3月，由原属汉阳县东城垸农场和原属东西湖农场管理局的汉南农场组成，直隶武汉市。1977年汉阳县邓南人民公社由汉南农场管理局代管，1979年划入汉南农场管理局。汉南农场管理局成为以企业管理局代管政府性工作的机构。1984年，武汉市汉南区成立，并保留汉南农场管理局的建制及职能至今。目前，汉南区人民政府与汉南农场管理局合署办公。